# (4007) Euryalos
(4007) Euryalos ist ein Asteroid aus der Gruppe der Jupiter-Trojaner. Damit werden Asteroiden bezeichnet, die auf den Lagrange-Punkten auf der Bahn des Jupiter um die Sonne laufen. (4007) Euryalos wurde am 19. September 1973 von Cornelis Johannes van Houten, Ingrid van Houten-Groeneveld und Tom Gehrels entdeckt. Er ist dem Lagrangepunkt L4 zugeordnet.
Der Asteroid wurde nach Euryalos, einem griechischen Krieger des Trojanischen Krieges, benannt.